# Benguellia lanceolata
Benguellia es un género monotípico de plantas fanerógamas perteneciente a la familia Lamiaceae. Su única especie: Benguellia lanceolata (Gürke) G.Taylor, es originaria de Angola.

## Taxonomía
Benguellia lanceolata fue descrita por (Gürke) G.Taylor y publicado en Journal of Botany, British and Foreign 69(Suppl. 2): 156. 1931.
Sinonimia
- Orthosiphon lanceolatus Gürke in O.E.Warb. (ed.), Kunene-Sambesi Exped.: 360 (1903).[5]